# Memories & Discoveries
『Memories & Discoveries』（メモリーズ・アンド・ディスカバリーズ）は、JFN系列で放送されているラジオ番組。2015年10月2日放送開始。放送時間は毎週火曜 - 金曜 4:00 - 6:00。パーソナリティは早見沙織（火曜 - 木曜）、関口舞（金曜）。

## 概要
4時台は日替わりでミュージシャンなど（稀にパーソナリティの本人）が、テーマに沿って作成したプレイリストを元に楽曲を放送する「Today's Playlist」、5時台は週替わりでクラシック音楽畑で活動する音楽家・関係者（「クラシックレコメンダー」と呼称）が選曲する「Classic Playlist」を中心に放送している。
番組開始当初のパーソナリティは朝倉あき。プレイリスト中心の内容は前々番組『音楽自由区。』と同一だが、パーソナリティを置く点や一般からのプレイリスト募集は行っていない点が相違点。
番組開始からパーソナリティを担当していた朝倉が2019年7月から休養に入ったため、7月2日 - 8月1日は松原江里佳がパーソナリティを担当した。なお、8月6日より朝倉が復帰した。
朝倉は2020年12月いっぱいで降板し、2021年1月1日からは火曜から木曜を早見沙織、金曜を関口舞がパーソナリティを担当する。
音声配信アプリ・AuDeeでは、早見がセレクトしたJ-POPの歌詞を朗読する「早見沙織の声に出して聴きたいJ-POP」（毎週火曜日18時更新）、関口がリスナーからの悩み相談に答える「関口舞のゆるふわ相談室」（毎週金曜日18時更新）を配信している。
2024年10月1日放送分より、放送時間を30分拡大して、毎週火曜 - 金曜の4:00 - 6:00となった。

## 出演者
- 早見沙織（声優、火曜 - 木曜、2021年1月5日～）
- 関口舞（実業家、金曜、2021年1月1日～）

Today's Playlist
- 結城雅美（音楽ライター） - 金曜レギュラー選曲者

Classic Playlist・クラシックレコメンダー
(週替わりで火曜日から木曜日の５時台に限っての出演)
- 板倉重雄（クラシック音楽ライター）
- 小寺里奈（ヴァイオリニスト）
- 坂入健司郎（指揮者）
- 渋谷ゆう子（株式会社ノモス代表）
- 大部胡知（作曲家）
- 高野麻衣（文筆家）
- 中沢十志幸（音楽之友社出版部長）
- 松谷卓（作曲家）

過去の出演者
- 朝倉あき（女優、放送開始～2020年12月31日）

## ネット局
2025年6月現在。
全て火曜 - 金曜の放送で、放送時間の早い順から記載。
全局、ウェブブラウザまたはスマートフォン・タブレット・スマートテレビなどのアプリを介して「radiko」（無料のリアルタイムまたはタイムフリー）または「radikoプレミアム」（有料のエリアフリー）で聴取可能。
このうち、radikoタイムフリー配信については、システムの仕様により、4:00 - 5:00（月曜 - 木曜28:00 - 29:00）と5:00 - 6:00（火曜 - 金曜5:00 - 6:00）に2分割され、配信期間も約1日相当分異なる。
下記の表に記載のない、AIR-G'・FM AICHI・FM大阪・JOEU-FM・FM FUKUOKA・InterFM897（特別加盟局）は開始当初から未ネット。
| 放送対象地域   | 放送局名                                    | 放送時間                                    | 備考              |
| -------------- | ------------------------------------------- | ------------------------------------------- | ----------------- |
| 青森県         | エフエム青森（AFB）                         | 毎週火曜 - 金曜 4:00 - 6:00                 |                   |
| 岩手県         | エフエム岩手（FM IWATE）                    | 毎週火曜 - 金曜 4:00 - 6:00                 |                   |
| 山形県         | エフエム山形（Rhythm Station）              | 毎週火曜 - 金曜 4:00 - 6:00                 | [ 注 4 ]          |
| 福島県         | エフエム福島（ふくしまFM）                  | 毎週火曜 - 金曜 4:00 - 6:00                 |                   |
| 群馬県         | エフエム群馬（FM GUNMA）                    | 毎週火曜 - 金曜 4:00 - 6:00                 |                   |
| 新潟県         | エフエムラジオ新潟（FM-NIIGATA）            | 毎週火曜 - 金曜 4:00 - 6:00                 |                   |
| 長野県         | 長野エフエム放送（FM長野）                  | 毎週火曜 - 金曜 4:00 - 6:00                 |                   |
| 富山県         | 富山エフエム放送（FMとやま）                | 毎週火曜 - 金曜 4:00 - 6:00                 |                   |
| 滋賀県         | エフエム滋賀（e-radio）                     | 毎週火曜 - 金曜 4:00 - 6:00                 |                   |
| 山口県         | エフエム山口（FMY）                         | 毎週火曜 - 金曜 4:00 - 6:00                 |                   |
| 島根県・鳥取県 | エフエム山陰（V-air）                       | 毎週火曜 - 金曜 4:00 - 6:00                 |                   |
| 香川県         | エフエム香川（FM香川）                      | 毎週火曜 - 金曜 4:00 - 6:00                 |                   |
| 徳島県         | エフエム徳島（FM TOKUSHIMA）                | 毎週火曜 - 金曜 4:00 - 6:00                 |                   |
| 熊本県         | エフエム熊本（FMK）                         | 毎週火曜 - 金曜 4:00 - 6:00                 |                   |
| 鹿児島県       | エフエム鹿児島（μFM）                       | 毎週火曜 - 金曜 4:00 - 6:00                 |                   |
| 沖縄県         | エフエム沖縄（FM沖縄）                      | 毎週火曜 - 金曜 4:00 - 6:00                 |                   |
| 宮城県         | エフエム仙台（Date fm）                     | 毎週火曜 - 金曜 4:00 - 5:55                 | [ 注 5 ]          |
| 秋田県         | エフエム秋田（AFM）                         | 毎週火曜 - 金曜 4:00 - 5:55                 |                   |
| 三重県         | 三重エフエム放送（レディオキューブ FM三重） | 毎週火曜 - 金曜 4:00 - 5:55                 | [ 注 5 ]          |
| 兵庫県         | 兵庫エフエム放送（Kiss FM KOBE）            | 毎週火曜 - 金曜 4:00 - 5:55                 |                   |
| 高知県         | エフエム高知（Hi-Six）                      | 毎週火曜 - 金曜 4:00 - 5:55                 |                   |
| 宮崎県         | エフエム宮崎（JOY FM）                      | 毎週火曜 - 金曜 4:00 - 5:55                 |                   |
| 栃木県         | エフエム栃木（RADIO BERRY）                 | 毎週火曜 - 金曜 4:00 - 5:54                 |                   |
| 石川県         | エフエム石川（HELLO FIVE）                  | 毎週火曜 - 金曜 4:00 - 5:54                 |                   |
| 福井県         | 福井エフエム放送（FM FUKUI）                | 毎週火曜 - 金曜 4:00 - 5:54                 | [ 注 6 ]          |
| 岐阜県         | エフエム岐阜（FM GIFU）                     | 毎週火曜 - 金曜 4:00 - 5:54                 |                   |
| 広島県         | 広島エフエム放送（HFM）                     | 毎週火曜 - 金曜 4:00 - 5:54                 | [ 注 7 ] [ 注 8 ] |
| 岡山県         | 岡山エフエム放送（FM OKAYAMA）              | 毎週火曜 - 金曜 4:00 - 5:54                 |                   |
| 長崎県         | エフエム長崎（FM Nagasaki）                 | 毎週火曜 - 金曜 4:00 - 5:54                 |                   |
| 大分県         | エフエム大分（Air-Radio FM88）              | 毎週火曜 - 金曜 4:00 - 5:54                 |                   |
| 静岡県         | 静岡エフエム放送（K-MIX）                   | 毎週火曜 - 金曜 5:00 - 6:00                 | [ 注 7 ] [ 注 9 ] |
| 東京都         | エフエム東京（TOKYO FM）                    | 毎週火曜・水曜 4:00 - 6:00 木曜 4:00 - 5:00 | [ 注 10 ] [ 5 ]   |

### 過去のネット局
| 放送対象地域 | 放送局名            | 放送時間                    | 備考                  |
| ------------ | ------------------- | --------------------------- | --------------------- |
| 佐賀県       | エフエム佐賀（FMS） | 毎週火曜 - 金曜 4:00 - 6:00 | 2025年5月30日打ち切り |